# Cosmic Research
«Cosmic Research» (в перекладі з англ. — «космічні дослідження») — рецензований науковий журнал, заснований у 1963 році, що виходить раз на два місяці. Його публікує російське видавництво «Наука» та публікує онлайн Springer Science+Business Media. Головний редактор — Петрукович Анатолій Олександрович (Інститут космічних досліджень Російської академії наук). Журнал є продовженням радянського видання «Штучні супутники Землі» (ISSN 0571-2041), існував між 1960 і 1964 роками.

## Тематика
Журнал представляє дослідження в галузі космічних наук та космічних технологій. Тематика охоплює космічну фізику, астронавтику в геофізиці та космонавтику в цілому.

## Реферування та індексація
Журнал реферується та індексується в Science Citation Index Expanded, Current Contents/Physical, Chemical & Earth Sciences, Academic OneFile, Academic Search, Astrophysics Data System, Chemical Abstracts Service, INIS Atomindex, Inspec та Scopus. За даними Journal Citation Reports, імпакт-фактор журналу 2020 року становить 0,419.